# Hennenhof
Hennenhof ist ein Ortsteil der Stadt Velburg im Landkreis Neumarkt in der Oberpfalz in Bayern.

## Geographische Lage
Die Einöde liegt ca. 1,5 km nördlich des ehemaligen Gemeindesitzes Günching im Oberpfälzer Jura der Frankischen Alb auf circa 522 m ü. NHN in freier Flur, unmittelbar vor dem Talabfall zur Schwarzen Laber hin. Südöstlich steigt das Gimpelholz bis auf 559 m ü. NHN an.
Hennenhof ist nur 100 m von der Autobahn A 3 entfernt, die nächste Auffahrt ist die AS 92 b (Neumarkt Ost). Von Günching, von Krondorf und von Ollertshof aus führen Ortsverbindungsstraßen nach Hennenhof.

## Geschichte
Der Ort ist als „Hewnesperg“ erstmals um 1400/10 in einem Zinsbuch der Herrschaft Helfenberg aufgeführt. In dem um 1500 angelegten Zinsbuch erscheint die Ansiedelung als „Honeßperg“ mit dem Untertan Schaller. 1622 hat sich der Hofname zu „Hünersperg“ gewandelt, 1772 zu „Hienersberg“. Am Ende des Alten Reiches, um 1800, sitzt auf dem Hof als nach wie vor Helfenbergisches Anwesen – der Größe nach ein Halbhof – der Untertan Stoll.
Im Königreich Bayern wurde der Hennenhof Teil des neu gegründeten Steuerdistrikts Günching im Landgericht Parsberg. Mit dem zweiten Gemeindeedikt von 1818 entstand daraus die Ruralgemeinde Günching; die Kinder gingen zur Schule nach Dietkirchen, wo der Lehrer gleichzeitig Mesner war. Die Gemeinde und damit auch der Hennenhof wurden am 1. Mai 1978 nach Velburg eingemeindet.

### Einwohnerzahlen
Der Hof hatte
- 1836 8 Einwohner, 1 Haus,[5]
- 1867 11 Einwohner, 2 Gebäude,[6]
- 1871 8 Einwohner, 3 Gebäude, im Jahr 1873 einen Großviehbestand von 2 Pferden und 13 Stück Rindvieh,[7]
- 1900 11 Einwohner, 1 Wohngebäude,[8]
- 1925 7 Einwohner, 1 Wohngebäude,[9]
- 1937 11 Einwohner,[10]
- 1950 10 Einwohner, 1 Wohngebäude,[11]
- 1987 4 Einwohner, 1 Wohngebäude.[12]

### Ortsnamendeutung
Ältere Nennungen sind „Hegenenhof“, d. i. „umhegter Hof“, und „Hengersberg“, d. i. „Hof am Abhang“.

### Kirchliche Verhältnisse
Hennenhof gehört seit altersher zur katholischen Pfarrei Dietkirchen im Bistum Eichstätt. Unter Pfalz-Neuburg wurde die Pfarrei 1540 der Reformation unterworfen; die Rekatholisierung erfolgte im November 1626. Den jeweiligen Glaubenswechsel mussten alle Untertanen, auch der Hintersasse vom Hennenhof, vollziehen.

## Baudenkmal
Das Haus Nr. 1, ein Wohnstallhaus mit Putzbänderung, stammt aus dem 18./19. Jahrhundert; es galt um 1985 als Baudenkmal. 2020 ist es in der Denkmalliste nicht erfasst.

## Sage
Der Hennenhof soll so heißen, weil er „nach dem verheerenden Glaubenskriege (dem Dreißigjährigen Krieg) für den Preis einiger Hennen erworben wurde.“